# Pietrafitta (Umbrien)
Pietrafitta ist eine Fraktion (italienisch frazione) von Piegaro in der Provinz Perugia, Region Umbrien in Italien.

## Geografie
Der Ort liegt 10 km östlich des Hauptortes Piegaro und 20 km südwestlich der Provinz- und Regionalhauptstadt Perugia. Der Ort liegt bei 276 m s.l.m. und hatte 2001 etwa 740 Einwohner. 2011 waren es etwa 785 Einwohner. Er ist der größte Ortsteil der Gemeinde Piegaro und hat fast gleich viele Einwohner wie der Hauptort. Der See Lago Trasimeno liegt ca. 12 km nördlich, der See Lago di Pietrafitta liegt kurz nördlich des Ortes. Im Nordosten beginnt das Gemeindegebiet von Perugia, im Osten und Südosten liegt die Gemeinde Marsciano. Der Ort liegt an dem Fluss Nestore.

## Geschichte
Der Ort entstand in der Mitte des 12. Jahrhunderts als Siedlung von Knechten, die für die Abtei arbeiteten. Die Befestigungsmauern mit dem Turm Torre d’angolo entstanden 1340. 1403 verfügte der Rat von Perugia über den teilweisen Rückbau der Befestigungsanlagen der Abtei und denen von Pietrafitta, um im Falle einer Eroberung von Feinden diesen keine Schutzmöglichkeiten zu geben. Nach dem Italienfeldzug von Napoleon Bonaparte gehörte der Ort zum Département Trasimène (Canton Panicale). Nach dem Ende der französischen Besatzung wurde Pietrafitta im Kirchenstaat zunächst autonome Gemeinde (appodiato) von Piegaro und mit der Einheit Italiens Ortsteil von Piegaro.

## Sehenswürdigkeiten

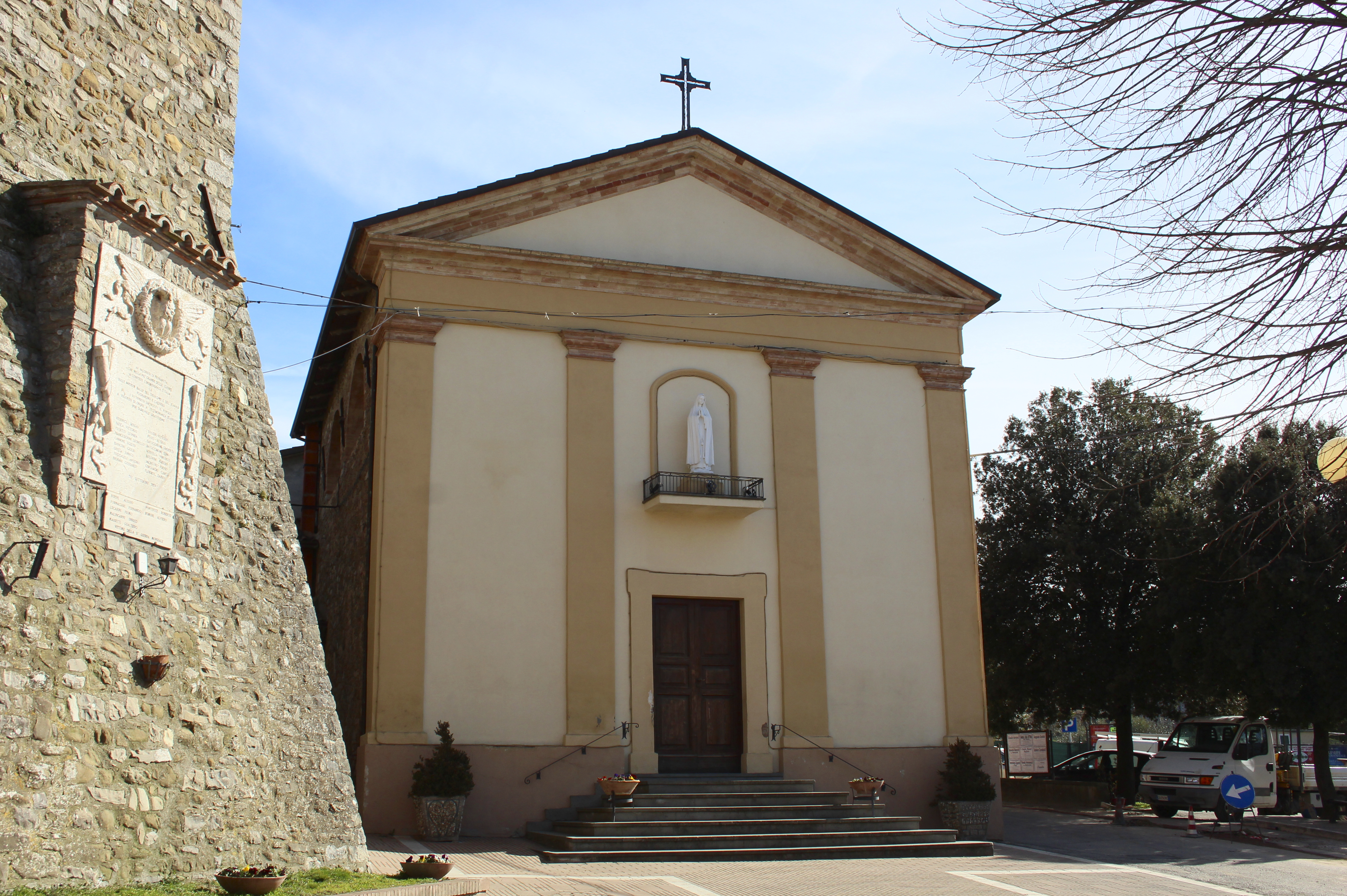
Die Kirche Santa Maria Assunta

- Abbazia dei Sette Frati (auch San Benedetto di Pietrafitta), ehemalige Abtei kurz außerhalb des Ortes. Namensgebend für die Abtei sind die sieben Söhne der Felicitas (italienisch: Sette Frati = Sieben Brüder). Wurde erstmals 1136 in einem Dokument von Papst Innozenz II. erwähnt. Um 1560 führte Galeazzo Alessi Veränderungen an dem Gebäude durch. Enthält das Fresko Vergine e i Sette Fratelli martiri von Girolamo Danti (1547–1580).[6]
- Castello di Pietrafitta, Burg[2], von der nur noch Teil der Gebäude vorhanden sind.
- Santa Maria Assunta, Kirche im Ortskern, die als Santa Maria del Piano im 15. Jahrhundert entstand. Die heutige Kirche entstand zwischen 1866 und 1670 durch Lorenzo Valiani[1]. Der Campanile ist von der Kirche getrennt und befindet sich in einem alten Wehrturm der ehemaligen Burg.[7]
- Madonna del Fosso, Kapelle nahe dem Ortskern, die 1548 entstand. Wurde 1925 renoviert, hierbei blieb nur die Wand des Altars im Originalzustand.[8] Diese enthält das dem Tiberio d’Assisi (Tiberio Ranieri di Diotallevi, ca. 1470–1524) zugeschriebene Fresko Madonna con Bambino tra San Sebastiano e San Rocco.[5]
- Museo Paleontologico Luigi Boldrini, Paläontologisches Museum.[9]
- Lago di Pietrafitta, künstlicher See, der 2000 durch den Energiekonzern Enel entstand.[10]

Bilder von Pietrafitta
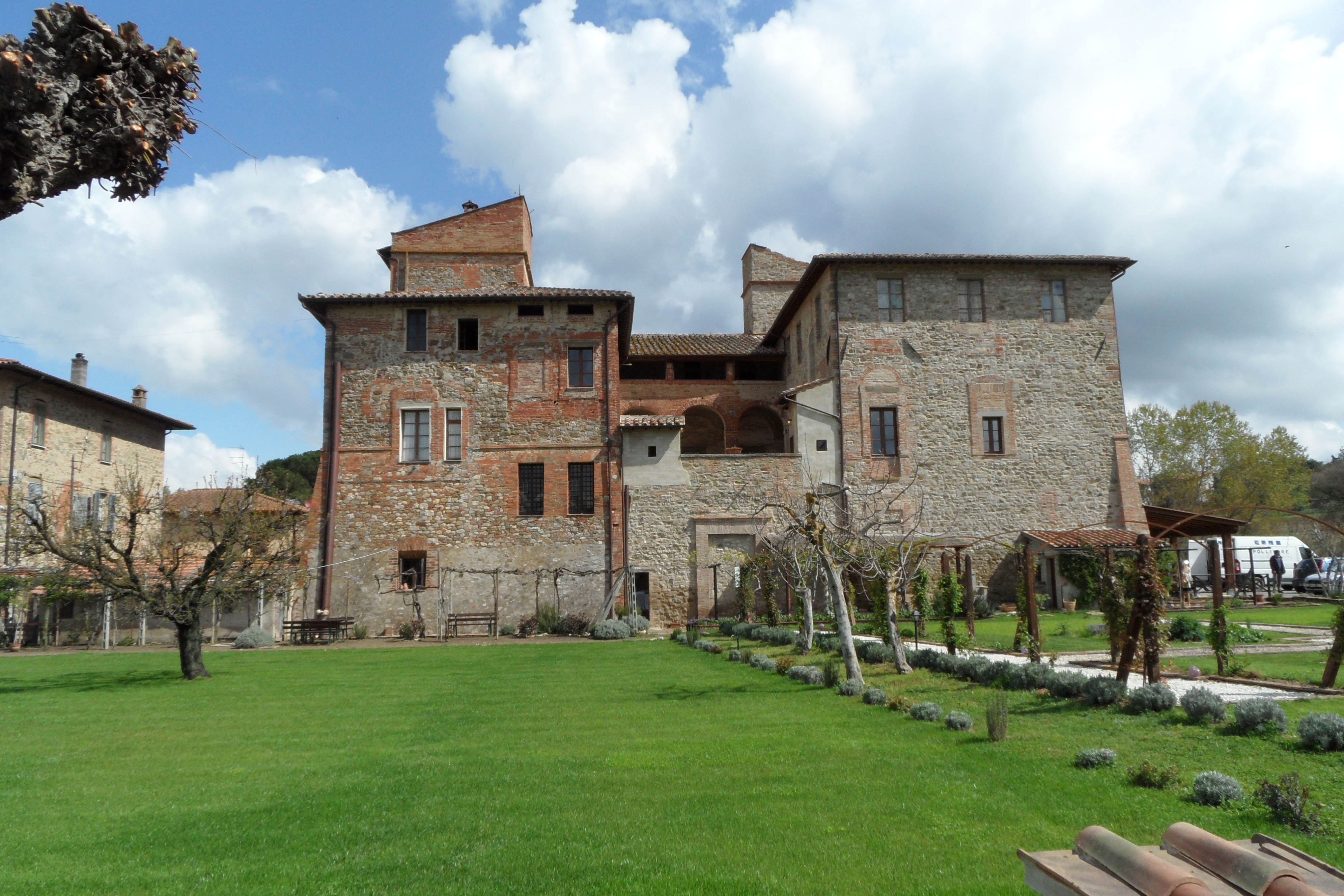
Die Abtei Abbazia dei Sette Frati
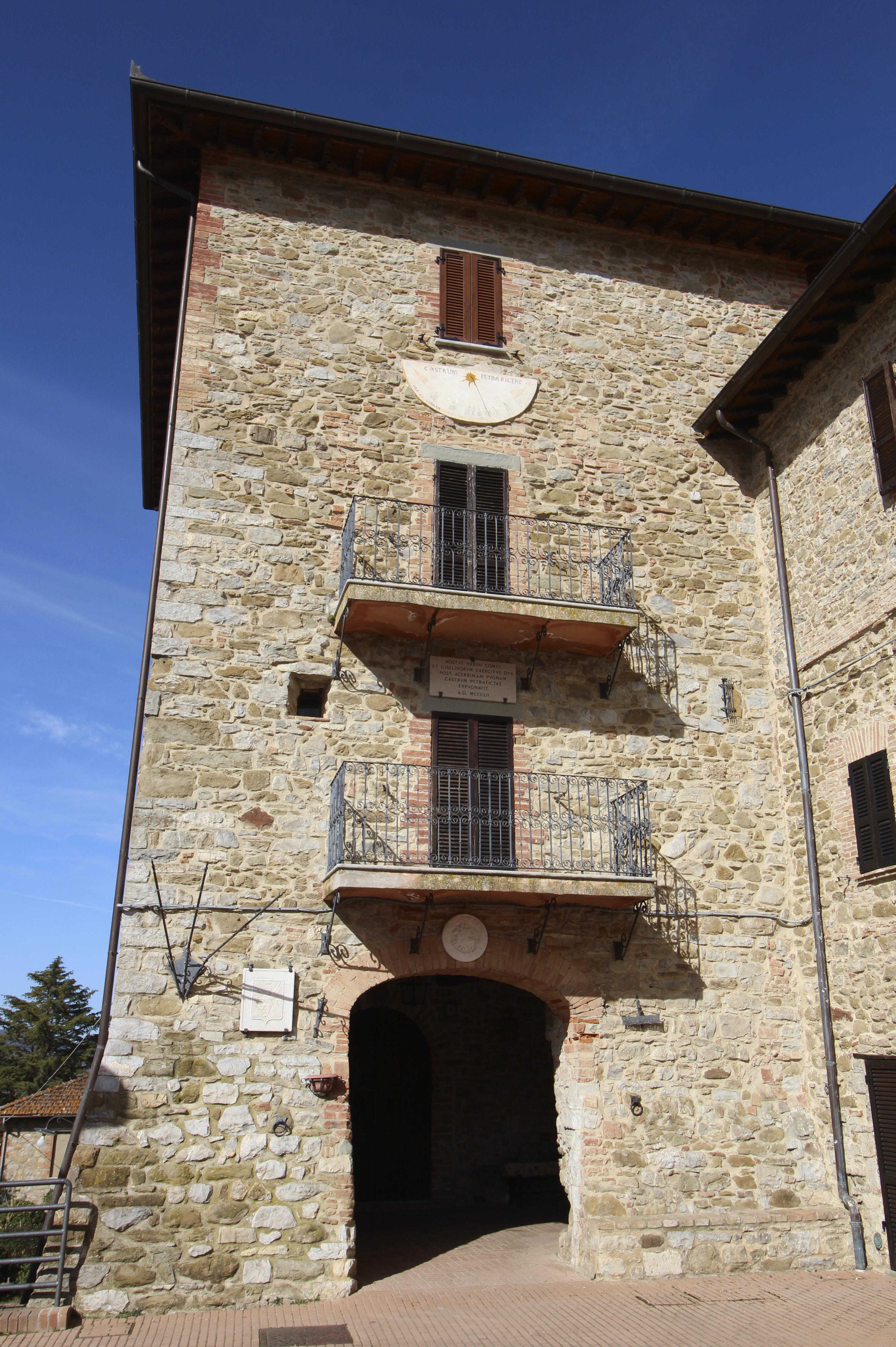
Die Reste der Burg von Pietrafitta
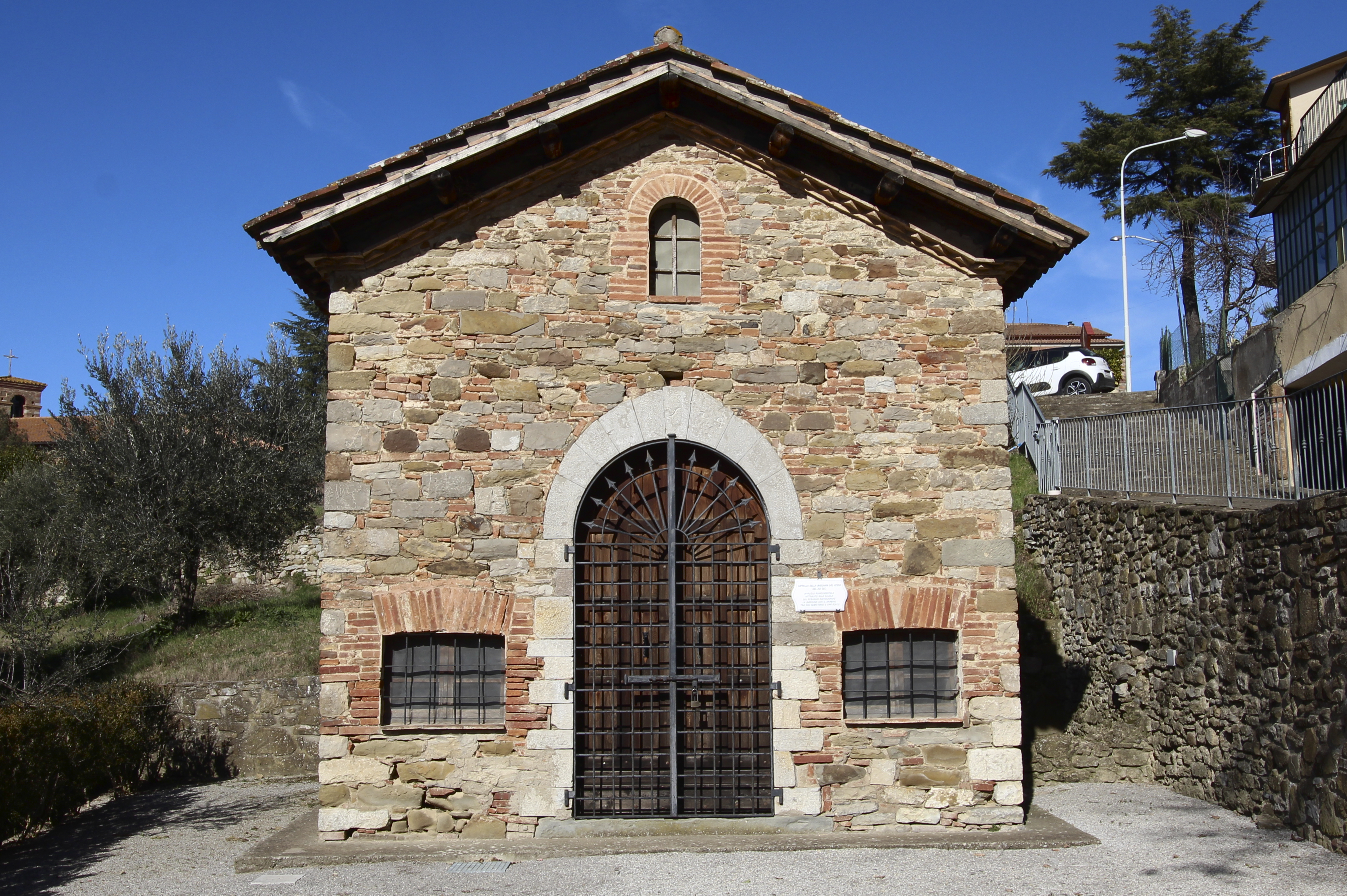
Die Kapelle Madonna del Fosso
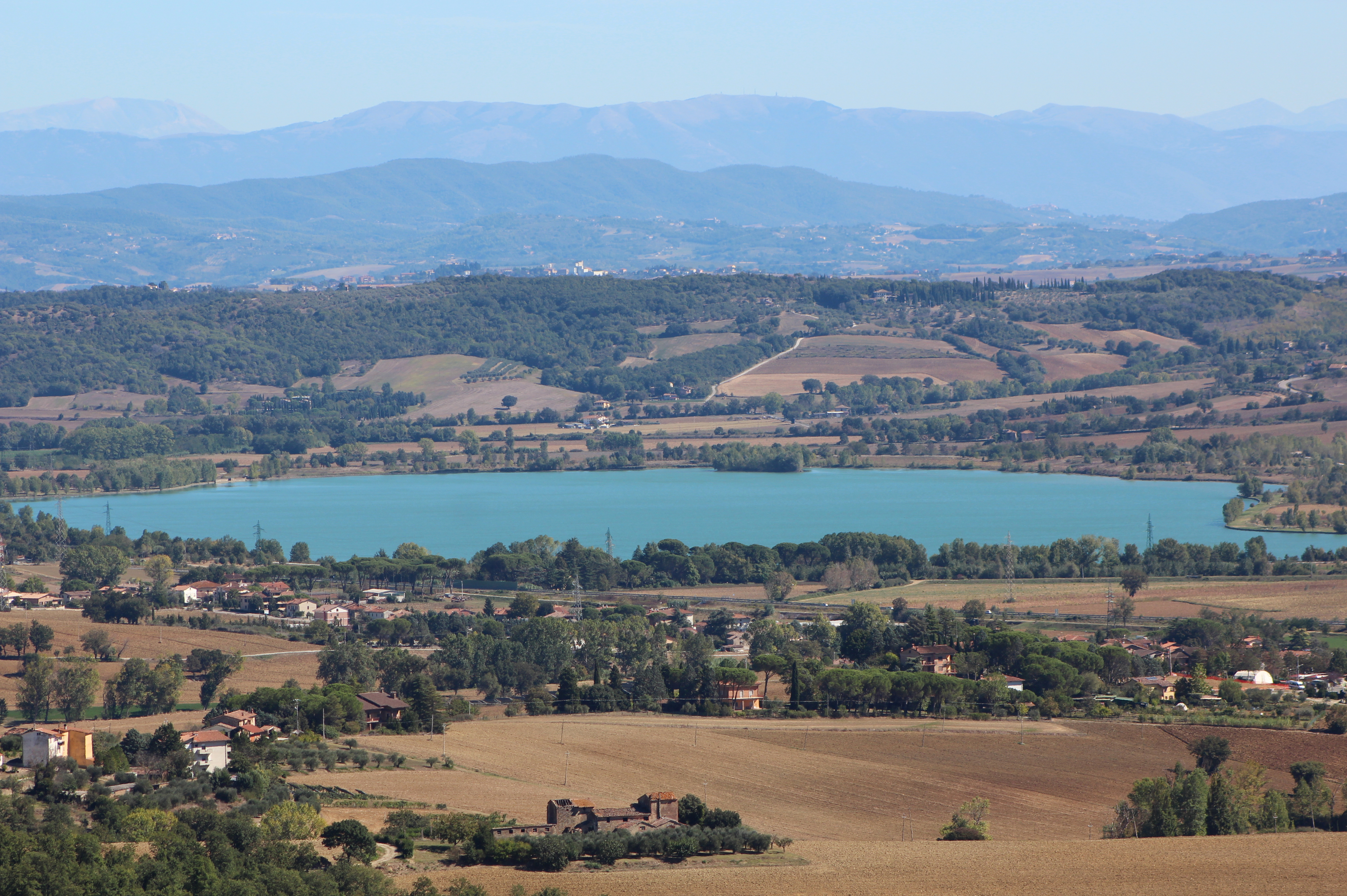
Der See Lago di Pietrafitta